# Ugayafukiaezu
Ugayafukiaezu-no-Mikoto (鵜葺草葺不合命 Đề Tập Thảo Tập Thượng Bất Hợp Mệnh), thường được gọi tắt là Ugayafukiaezu, là một vị thần trong thần thoại Nhật Bản. Ông là cha của Thiên hoàng đầu tiên, Jimmu. Trong Cổ sự ký, tên ông được chép là Amatsuhitaka-hiko'nakisatake-ugayafukiaezu-no-Mikoto (天津日高日子波限 建鵜草葦不合命/Thiên Tâm Nhật Cao Nhật Tử Ba Hạn Kiến Đề Thảo Tập Bất Hợp Mệnh), và trong Nhật Bản thư kỷ, ông được gọi là Hiko'nagisatake-ugayafukiaezu-no-Mikoto (彦波瀲武鸕鶿草葺不合尊).
Ugayafukiaezu là con trai của Hoori, con trai của Ninigi-no-Mikoto, và Toyotama-hime, con gái của Ryūjin. Mặc dù Toyotama-hime có mang ở điện Ryūgū dưới biển khơi, nàng không muốn sinh con dưới biển nên tìm đến vùng bờ biển. Cả Hoori và Toyotama-hime đều muốn xây một ngôi nhà lợp lông chim chả thay vì cỏ thường để nàng lâm bồn. Vì thế đứa trẻ được đặt tên là Ugayafukiaezu (Đề Tập Thảo Tập Thượng Bất Hợp Mệnh, tức là thay cỏ thường bằng lông chim chả không đúng lúc).
Khi lâm bồn, Toyotama-hime nói với Hoori rằng, "người nước khác khi lâm bồn đều trở về hình dạng thật của mình. Thiếp nghĩ mình cũng sẽ như vậy, thế nên dù gì đi chăng nữa cũng đừng có nhìn vào nhà khi thiếp đang sinh nở. Tuy vậy, Hoori vẫn nhìn vào nhà và thấy Toyotama-hime với hình dạng thật là một con giao long. Hoảng sợ quá, ông bèn bỏ chạy. Toyotama thấy xấu hổ nên quay về biển khơi, bỏ lại đứa con và nhờ em gái Tamayori-hime tới nuôi nấng hộ. Một di bản cho rằng vì thấy bị xúc phạm nặng nề, nàng chạy vội về biển khơi nên đánh rơi đứa con bên bờ biển; tiếng khóc của đứa bé bay tới tai Tamayori-hime và bà nhặt đứa trẻ về nuôi.
Sau này khi đến tuổi trưởng thành, Ugayafukiaezu kết hôn với Tamayori-hime, họ có bốn người con: Itsuse-no-Mikoto, Inahi-no-Mikoto, Mikenu-no-Mikoto, và Kamuyamato Iwarebiko. Mikenu đi tới Tokoyo (tạm dịch, "thế giới bình thường", mặc dù một số văn bản ám chỉ rằng đó là âm phủ), và Inahi về biển ở với mẹ.  Em út Kamuyamato Iwarebiko sau này trở thành Thiên hoàng Jimmu.

## Liên kết tham khảo
- Bách khoa toàn thư về Shinto